# Локис
«Ло́кис» (Lokis от лит. lokys «медведь») — «страшная повесть» Проспера Мериме, опубликованная в Revue des Deux Mondes в сентябре 1869 года, за год до его смерти. Переведена на русский язык М. Кузминым.

## Сюжет
Рассказ облечён в форму рукописи, в которой профессор Виттенбах изложил обстоятельства совершённой в 1866 году поездки в «замок Мединтильтас», расположенный в литовской глубинке.
Владелец замка — граф Михаил Шемет, кичащийся происхождением от Гедимина и исповедующий протестантство, — несмотря на образованность и обходительные манеры, поразил его своими медвежьими ухватками. По слухам, мать родила его после того, как подверглась насилию со стороны медведя.
В конце рассказывается о свадьбе графа Шемета. В брачную ночь рассказчик слышит, «как какое-то тёмное тело больших размеров пролетело мимо окна и с глухим шумом упало в сад». Домочадцы врываются в комнату новобрачных и находят безжизненное тело молодой графини, на груди которой зияет кровоточащая рана. «Эта рана нанесена не лезвием! — заключает доктор. — Это укус!» Графа Шемета с тех пор никто не видел.
Сюжет повести выворачивает наизнанку фабулу сказки «Красавица и чудовище», известной в обработке бабушки автора: не чудовище оказывается красавцем-принцем, а наоборот. На то, что Михаил и «локис» одно лицо (оборотень), намекает предпосланный рассказу эпиграф: «Мишка и Локис — одно и то же».

## Экранизации
- В 1922 году нарком просвещения СССР А. Луначарский написал пьесу[3], по которой в 1925 году был поставлен фильм «Медвежья свадьба».
- Повесть была экранизирована в 1970 году польским режиссёром Янушем Маевском («Локис», пол. Lokis. Rękopis profesora Wittembacha).
- Валериан Боровчик использовал тот же сюжет в эротической комедии ужасов «Зверь» (1975).
- Повесть (наряду с белорусским фольклором) легла в основу художественного фильма Андрея Кудиненко «Масакра» (Беларусьфильм, 2010), жанр которого режиссёр охарактеризовал как «бульба-хоррор».